# Hitman Go
Hitman Go è un videogioco strategico a turni sviluppato da Square Enix Montreal e pubblicato da Square Enix.
Annunciato a febbraio 2014, il gioco è stato distribuito per iOS due mesi dopo il suo annuncio, e per Android nel giugno dello stesso anno. Sono state commercializzate le versioni per Windows, tramite Steam e Windows Phone nell'aprile dell'anno successivo. Nel febbraio 2016, una versione  Definitive Edition  è stata pubblicata per PlayStation 4, PlayStation Vita, Windows e Linux.

## Sviluppo
Si tratta del primo gioco sviluppato da Square Enix Montréal. Lo sviluppo è entrato in piena produzione nel 2013 ed è stato realizzato utilizzando il motore grafico: Unity.
Si tratta del primo gioco diretto da Daniel Lutz, affiancato da dipendenti di studi della Square Enix Europe esistenti. Al momento dell'istituzione, lo studio ha annunciato che il loro primo progetto sarebbe stato un nuovo videogioco nel franchise di Hitman. L'aspirazione originale dello studio consisteva nel creare "triple-A" di videogiochi per console all'interno della serie e espandersi a una squadra di 150 persone.
Dopo un anno, mentre la squadra era ancora in espansione, il gioco per console è stato annullato e lo studio ha spostato la propria attenzione sui videogiochi per dispositivi mobili. Questa transizione ha portato circa 1/3 del personale a lasciare il team di sviluppo in quanto "nuoceva ai guadagni".
Durante la fase concettuale, c'erano quattro persone che lavoravano su Hitman GO. I prototipi iniziali sono stati costruiti su carta usando caratteri stampati. Il progetto è stato avviato già dalla metà del 2013. Daniel Lutz ne è stato direttore creativo, e la dimensione del team ha raggiunto il picco di 11 persone durante il resto dello sviluppo del gioco.
Lo studio ha esaminato diversi motori di gioco per la sua propria realizzazione, ma ha optato per Unity in quanto aveva una bassa barriera d'ingresso, fornendo supporto per il cellulare principale; alcuni membri del team di sviluppo avevano precedenti esperienze nella creazione di progetti col motore di gioco scelto. Un prototipo funzionante iniziale e un editor-base sono stati sviluppati in pochi giorni e, dopo due settimane, la prima versione del gioco è stata presentata al resto dello studio - munita di 68 livelli giocabili ed aggiornata (con altre versioni) successivamente.

## Modalità di gioco
Il giocatore guida l'Agente 47, protagonista della serie: Hitman, attraverso una serie di livelli basati su griglia. I livelli sono composti da nodi e linee e presentati come un gioco da tavolo con personaggi modellati come figure in miniatura.
I nemici possono essere inviati spostandosi sul nodo che occupano durante un turno, simile al gioco degli scacchi. Man mano che il giocatore avanza attraverso i livelli, vengono introdotti nuovi tipi di - e meccanismi - nemici per aumentare la complessità delle soluzioni di ogni livello.
L'Edizione Definitiva del gioco conta su 17 trofei di cui 4 di bronzo, 3 d'argento, 9 d'oro e 1 di platino. I primi 7 si ottengono raggiungendo tutti gli obiettivi dei relativi capitoli; la maggior parte dei rimanenti si sblocca eseguendo determinate azioni durante le partite.

## Accoglienza
| Testata   | Versione                      | Giudizio |
| --------- | ----------------------------- | -------- |
| Eurogamer | PS4, PSVITA, iOS, Android, PC | 7/10     |
| IGN       | PS4, PSVITA, iOS, Android, PC | 8.2/10   |
| Polygon   | PS4, PSVITA, iOS, Android, PC | [ 12 ]   |
| Polygon   | PS4, PSVITA, iOS, Android, PC | 8/10     |
| Gamespot  | PS4, PSVITA, iOS, Android, PC | 6/10     |

In seguito al suo annuncio, Hitman GO è stato accolto con un certo scetticismo dalla critica. Tuttavia, ha ricevuto un'accoglienza positiva con elogi per l'estetica, la semplice meccanica di gioco e la trasposizione del franchise su dispositivi mobili.
Il gioco ha, inoltre, ricevuto numerose nomination e premi da pubblicazioni di gioco e organizzazioni di premiazione.

## Seguito
Il 3 giugno 2015 è uscito il seguito editoriale del gioco: Hitman Sniper (inizialmente previsto per il 3 ottobre 2014).
Un successore ambientato nel franchise: Tomb Raider intitolato Lara Croft GO è stato distribuito il 27 agosto 2015.